# Евро
Евро (банков код: EUR, символ: €, мн.ч. евро) е паричната единица на еврозоната, включваща 20 държави от Европейския съюз. То е втората по значение резервна валута, както и втората най-търгувана парична единица в света след щатския долар. Към края на 2009 година, с повече от 800 милиарда евро в обращение, то е и паричната единица с най-висока обща стойност на банкнотите и монетите в света, изпреварвайки щатския долар. Според оценки за края на 2008 година, брутният вътрешен продукт с отчитане на паритета на покупателната способност на еврозоната е втори в света след този на Съединените щати. През 2015 г. еврото участва в около 33% от всички ежедневни валутни трансакции при една пета от световните валутни позиции. Неговият дял в деноминираните правителствени и корпоративни дългови инструменти е около 40%, наравно с щатския долар. Обхваща над 50% от фактуриранията на целия внос в еврозоната и повече от 65% от износа.
Към януари 2023 г. еврозоната се състои от Австрия, Белгия, Германия, Гърция, Естония, Република Ирландия, Испания, Италия, Кипър, Латвия, Литва, Люксембург, Малта, Нидерландия, Португалия, Словения, Словакия, Финландия, Франция и Хърватия. Еврото е и официалната разчетна единица на Европейския съюз. Използва се като официална валута също в Монако, Сан Марино и Ватикана, като тези страни имат правото да издават собствени монети, въпреки че не са членове на Европейския съюз. В три други държави (Андора, Косово и Черна гора) еврото е официално разплащателно средство без формални споразумения за това между тях и държавите от еврозоната. По този начин еврото се използва ежедневно от над 327 милиона души, а други 175 милиона, включително жителите на България, живеят в страни, чиито парични единици имат фиксиран обменен курс спрямо еврото.
Еврото се администрира от базираната във Франкфурт Европейска централна банка (ЕЦБ) и Евросистемата, която освен ЕЦБ включва и централните банки на страните от еврозоната. Въвеждането на еврото като основно разплащателно средство на общия европейски пазар улеснява търговията в Европейския съюз и се смята и за ключов елемент от проекта за европейска интеграция. Еврото е въведено на световните финансови пазари като разчетна единица на 1 януари 1999 г., замествайки дотогавашната европейска валутна единица (ЕКЮ) при съотношение 1:1, а монетите и банкнотите навлизат в обращение от 1 януари 2002 г.

## История
Еврото е една от най-младите парични единици в света, появила се официално на 1 януари 1999 г. и влязла в масова употреба на 1 януари 2002 г. То е наследник на друга парична единица – ЕКЮ.
За въвеждане на единна европейска валута са били необходими няколко десетилетия подготовка, като началото може да се приеме подписването на Римския договор през 1957 г., който създава Европейската икономическа общност. Основите на икономически, валутен и политически съюз се поставят с подписването на Маастрихтския договор през 1992 г., а заедно с това се създава и единната европейска валута. През 1995 г. на Европейския съвет в Мадрид страните членки приемат единодушно названието „евро“.
Последната фаза от проекта за обща европейска валута започва на 1 януари 1999 г., когато обменният курс на валутите на 11 страни от Европейския съюз се фиксира към еврото и те се превръщат в негови подразделения. След тази дата всички курсове се изчисляват въз основа на еврото и всички банкови операции се осъществяват в тази валута. По-късно през 2001 г. Гърция се присъединява към еврозоната и става дванадесетата страна, в която еврото е официална валута.
На 1 януари 2002 г. първите евромонети и евробанкноти влизат в употреба, с което се прекратява напълно съществуването на националните валути.

## Банкноти и монети
Всички евромонети имат една обща и една национална страна. Лицевата страна е еднаква за всички държави и изобразява стойността на монетата на фона на карта. При монетите от 1, 2 и 5 цента картата е на Европа, като петнадесетте страни от еврозоната при нейното създаване са означени с повдигане спрямо останалата част от картата. При останалите монети първоначално картата показва само петнадесетте страни, но след 2007 година вече е добавена карта на по-голяма част от Европа, включително страни извън Европейския съюз, като Норвегия.
Обратната страна на монетите е специфична за всяка държава и представя изображение, избрано от страната, която ги емитира. В повечето случаи то е национален символ или стилизиран портрет на управляващия монарх. По този начин евромонетите се отличават по националност, но въпреки това са законно платежно средство във всички страни от еврозоната, независимо в коя страна се емитират. В обращение има монети с номинал 1, 2, 5, 10, 20 и 50 евроцента, както и 1 и 2 евро. С цел да се избегне използването на монетите от 1 и 2 цента, във Финландия по закон, а в Нидерландия като възприета практика, цените при плащане в брой са закръглени до 5 цента. Това положение, както и нежеланието на някои магазини да приемат едри банкноти, е критикувано от Европейската комисия.
Освен обичайните монети, периодично се секат и възпоменателни монети с номинал 2 евро, в които е променен дизайнът на обратната страна. Някои от тях се секат във всички страни от еврозоната, като монетата за петдесетгодишнината от подписването на Договора от Рим, а други – само в отделни страни, като гръцките монети, посветени на Олимпийските игри от 2004 г. Възпоменателните монети са законно разплащателно средство в цялата еврозона. Емитират се и колекционерски монети с различни други номинални стойности, но те не са предназначени за общо обращение и са законно платежно средство само в страната, където са емитирани.
Евробанкнотите в употреба са с номинална стойност 5 €, 10 €, 20 €, 50 €, 100 €, 200 € и 500 €, като в някои държави банкноти от 500 € не се емитират, но остават официално платежно средство. Те имат еднаква форма във всички страни и не се отличават с национални символи. Характерно за банкнотите е, че всяка има собствен преобладаващ цвят и е посветена на различен период от историята на  европейската архитектура: от Античността (5 €), през Средновековието (10 €, 20 €), Ренесанса и Барока (50 €, 100 €) до съвременната архитектура (200 €, 500 ).
На лицевата страна на евробанкнотите от първата серия има изображения на врата или прозорец, които символизират духа на сътрудничество и отваряне на Европа към света. На обратната страна е изобразен мост – символ на връзките между хората в съюза, както и с останалия свят. Заедно с това са изписани името на еврото и на Европейската централна банка на всички езици на страните от еврозоната. (EURO и EYPΩ с латински и гръцки букви, както и BCE, ECB, EZB, EKT, EKP – съкращение на ЕЦБ на 11 езика).
| Номинал        | 5 €            | 10 €           | 20 €           | 50 €           | 100 €          | 200 €          | 500 €          |
| -------------- | -------------- | -------------- | -------------- | -------------- | -------------- | -------------- | -------------- |
| Размери        | 120 mm × 62 mm | 127 mm × 67 mm | 133 mm × 72 mm | 140 mm × 77 mm | 147 mm × 82 mm | 153 mm × 82 mm | 160 mm × 82 mm |
| Лицева страна  |                |                |                |                |                |                |                |
| Обратна страна |                |                |                |                |                |                |                |

### Серия „Европа“
ЕЦБ възнамерява да променя дизайна банкнотите на всеки седем или осем години и през май 2013 г. е пусната в обращение нова серия „Европа“ с емитирането на нова банкнота от 5 евро. Новата серия включва леки промени, по-специално включването на портретно изображение на митологичната принцеса Европа като воден знак и в холограмната лента. Дизайнът на новата серия запазва темата „епохи и стилове“ на първата серия и основните цветове са същите, но банкнотите са леко изменени, така че да бъдат включени усъвършенствани защитни елементи. Това улеснява и разграничаването им от първата серия. Новите защитни елементи на евробанкнотите от серия „Европа“ включват: портретен воден знак (полутоново изображение с портрет на Европа), портретна холограма (на сребристата ивица се вижда портрет на Европа, изображение на прозорец и номиналната стойност), смарагдовозелено число (при накланяне на банкнотата по блестящото число се вижда ефекта на движение на светлината, а цветът на числото се променя от смарагдовозелен в тъмносин).
За новите банкноти са използвани нова технология и техники за борба с фалшифицирането, но дизайнът е със същата тема и цветове като предходната серия – мостове и арки. Новите банкноти все пак са разпознаваеми като нова серия.
Новите банкноти отразяват разширяването на Европейския съюз – картата на Европа е актуализирана и включва Кипър и Малта.
Това е първият път, когато на банкнотите се използва кирилица в резултат на присъединяването на България към ЕС през 2007 г. Поради това, новата серия евробанкноти включва надпис „EBPO“, което е българският правопис за евро и съкращението „ЕЦБ“ („Европейска централна банка“).
Пълният дизайн на банкнотата от 5 евро е обявен на 10 януари 2013 г. Новата банкнота влиза в обращение през май 2013 г. Старата серия постепенно е изтеглена от обращение. ЕЦБ ще обяви своевременно кога старите банкноти ще престанат да бъдат законно платежно средство. Въпреки това, те няма да загубят стойността си и ще бъде възможно да се обменят за нови банкноти в централните банки от Евросистемата за неопределено време.
На новата банкнота от пет евро са изписани инициалите на „Европейската централна банка“ на всеки един от съвременните езици на държавите членки на ЕС в колона отляво на лицевата страна. Думата „евро“ на латински, гръцки и букви на кирилица е преместена на по-централна позиция.
Новата банкнота от 10 евро е представена на 13 януари 2014 . и тя влиза в обращение на 23 септември 2014 г. Тя е подобна на първата, емитирана през 2002 г., но нейният дизайн е обновен и са включени някои нови и усъвършенствани защитни елементи. Така например, подобно на новата банкнота от 5 евро, тя съдържа портрет на Европа – героиня от гръцката митология в холограмата и водния знак. Подобно на всички други евробанкноти новата банкнота от 10 евро може лесно да се проверява посредством метода „пипни, разгледай и наклони".
Новата банкнота от 20 евро е представена на 24 февруари 2015 г. и тя влиза в обращение на 25 ноември същата година. В нея е включен нов защитен елемент – прозорче с портрет, вградено в холограмата. Когато банкнотата се погледне срещу светлина, прозорчето става прозрачно и в него се появява портрет на Европа, който се вижда и от двете страни на банкнотата.
| Номинал        | 5 €            | 10 €           | 20 €           | 50 €           | 100 €          | 200 €          |
| -------------- | -------------- | -------------- | -------------- | -------------- | -------------- | -------------- |
| Размери        | 120 mm × 62 mm | 127 mm × 67 mm | 133 mm × 72 mm | 140 mm × 77 mm | 147 mm × 77 mm | 153 mm × 77 mm |
| Лицева страна  |                |                |                |                |                |                |
| Обратна страна |                |                |                |                |                |                |

## Държави

### Членки на Еврозоната
20 членки на Еврозоната са:
- Австрия
- Белгия
- Германия
- Гърция
- Естония
- Ирландия
- Испания
- Италия
- Кипър
- Латвия
- Литва
- Люксембург
- Малта
- Нидерландия
- Португалия
- Словения
- Словакия
- Финландия
- Франция
- Хърватия

### Специални територии на Европейския съюз
- Франция
  -  Френска Гвиана
  -  Гваделупа
  -  Мартиника
  -  Синт Мартен
  -  Майот
  -  Реюнион
  -  Френски южни и антарктически територии

- -  Сен Бартелми
  -  Сен Пиер и Микелон
- Португалия
  -  Азорски острови
  -  Мадейра
- Испания
  -  Канарски острови
  -  Сеута
  -  Мелиля
- Финландия
  -  Оландски острови
- Гърция
  -  Света гора

### Други потребители
Микродържави с парично споразумение
- Андора
- Монако
- Ватикан
- Сан Марино

Британски отвъдморски територии
- Акротири и Декелия

Едностранно приели Еврото
- Косово
- Черна гора

## Графичен знак
При въвеждането на еврото е създаден специален графичен знак (€). След проведена публична анкета първоначалните десет предложения са сведени до две, от които Европейската комисия избира окончателния вариант – буквата „E“ с удвоена средна хоризонтална линия. Комисията мотивира избора си така: „Вдъхновението за самия символ € идва от гръцкия епсилон (Є) – указание за люлката на европейската цивилизация – и от първата буква в думата Европа, пресечена от две успоредни линии, „доказващи“ стабилността на еврото.“
Авторството на дизайна е спорно, като според Артур Ейзенменгер, бивш главен дизайнер на Европейската икономическа общност, знакът не е създаден специално за конкурса, а от самия него години по-рано като общ символ на Европа.
Европейската комисия утвърждава и емблема на еврото с точни геометрични пропорции и цветове. Намерението на Комисията е формата на логото да се използва и при изписването на знака на еврото в текст, но то не е възприето от дизайнерите на шрифтове, които разработват собствени варианти, вписващи се в концепцията на съответния шрифт. Знакът на еврото се представя в Уникод под името EURO SIGN на позиция U+20AC (десетичен 8364). В HTML може да се използва и „&euro;“, но не всички уеб браузъри поддържат този знак, тъй като той е въведен сравнително скоро.
Разположението на знака спрямо числената стойност е различно в отделните страни. На български е прието знакът, както и кодът EUR, да се изписва след числената стойност, отделен от нея с неделим интервал.

## В международен план

### Страните от ЕС
Всяка страна от ЕС, за да стане членка на общия валутен съюз, трябва да изпълнява определени икономически критерии, наречени Маастрихтски критерии. На 1 януари 1999 г. 11 от общо 15-те тогава страни от ЕС изпълняват тези критерии и приемат еврото, като изоставят националните си валути. Обменните курсове на тези валути се фиксират от Европейския съвет на стойности, определени въз основа на пазарните курсове от 31 декември 1998 г. Гърция изоставя националната си валута по-късно и курсът на гръцката драхма се определя въз основа на нейната стойност спрямо еврото на 19 юни 2000 г.
| Бивша валута        | Код | Фиксиран курс за 1 евро (€) | Дата на фиксиране | Дата на замяната с евро (€) 1 януари |
| ------------------- | --- | --------------------------- | ----------------- | ------------------------------------ |
| Австрийски шилинг   | ATS | 13,7603                     | 31.12.1998        | 2002                                 |
| Белгийски франк     | BEF | 40,3399                     | 31.12.1998        | 2002                                 |
| Германска марка     | DEM | 1,95583                     | 31.12.1998        | 2002                                 |
| Гръцка драхма       | GRD | 340,750                     | 19.06.2000        | 2002                                 |
| Ирландски паунд     | IEP | 0,787564                    | 31.12.1998        | 2002                                 |
| Испанска песета     | ESP | 166,386                     | 31.12.1998        | 2002                                 |
| Италианска лира     | ITL | 1936,27                     | 31.12.1998        | 2002                                 |
| Люксембургски франк | LUF | 40,3399                     | 31.12.1998        | 2002                                 |
| Нидерландски гулден | NLG | 2,20371                     | 31.12.1998        | 2002                                 |
| Португалско ескудо  | PTE | 200,482                     | 31.12.1998        | 2002                                 |
| Финландска марка    | FIM | 5,94573                     | 31.12.1998        | 2002                                 |
| Френски франк       | FRF | 6,55957                     | 31.12.1998        | 2002                                 |
| Словенски толар     | SIT | 239,640                     | 11.07.2006        | 2007                                 |
| Кипърска лира       | CYP | 0,585274                    | 10.07.2007        | 2008                                 |
| Малтийска лира      | MTL | 0,429300                    | 10.07.2007        | 2008                                 |
| Словашка крона      | SKK | 30,1260                     | 08.07.2008        | 2009                                 |
| Естонска крона      | EEK | 15,6466                     | 13.07.2010        | 2011                                 |
| Латвийски лат       | LVL | 0,702804                    | 09.07.2013        | 2014                                 |
| Литовски литас      | LTL | 3,45280                     | 23.07.2014        | 2015                                 |
| Хърватска куна      | HRK | 7,53450                     | 10.07.2020        | 2023                                 |

Някои от владенията на страните членки имат специален статут по прилагането на правните норми на ЕС: някои използват еврото, други не. Виж подробно: Специални територии на Европейския съюз.
Според договорите им за присъединяване към ЕС, Великобритания и Дания не бяха задължени да приемат общата европейска валута, въпреки че са  изпълнявали критериите за членство във валутния съюз. Проведеното на 11 – 12 декември 2008 г. социологическо проучване във Великобритания показа, че 59% от хората са против въвеждане на еврото.
Референдум за приемане на еврото в Дания се провежда на 28 септември 2000 г., като 53,2% от гласуващите отговарят с “Не” при избирателна активност от 87,6%. 
Швеция не се присъединява към еврозоната, тъй като не изпълнява някои от критериите за членство, но за момента не планира да го направи, защото тази възможност е отхвърлена с референдум през септември 2003 г. Присъединителният ѝ договор към Европейския съюз обаче я задължава да приеме еврото.
Словения влиза в еврозоната на 1 януари 2007 г., Кипър и Малта на 1 януари 2008 г., Словакия на 1 януари 2009 г., Естония на 1 януари 2011 г., Латвия на 1 януари 2014 г., Литва на 1 януари 2015 г. и Хърватия на 1 януари 2023 г.
Страните от ЕС с изключение на Дания, които не членуват във валутния съюз също трябва да се присъединят, тъй като приемането на еврото е част от присъединителните им договори.
Останалите валути в Европейския съюз и най-вероятните дати на замяната им с евро:
| Валута          | Код | Фиксиран курс за 1 евро (€) | Планирана дата за присъеднияване към еврозоната |
| --------------- | --- | --------------------------- | ----------------------------------------------- |
| Датска крона    | DKK | 7,46038                     | –                                               |
| Български лев   | BGN | 1,95583                     | 1 януари 2026 г.                                |
| Полска злота    | PLN | —                           | —                                               |
| Румънска лея    | RON | —                           | 1 януари 2029 г.                                |
| Унгарски форинт | HUF | —                           | —                                               |
| Чешка крона     | CZK | —                           | —                                               |
| Шведска крона   | SEK | —                           | —                                               |

#### България
Един от основните ангажименти на България, произтичащи от договора за членство в ЕС, е влизането на страната в еврозоната. За да приеме общата европейска валута, страната ни трябваше да изпълни критериите за присъединяване от Маастрихт, като постигне висока степен на стабилна икономическа свързаност и да членува най-малко 2 години в Европейския валутен механизъм II. Подобно на Естония и Литва беше предвидено България да влезе във Валутен механизъм II, запазвайки паричния съвет. Не е посочена определена дата за кандидатстване на България във Валутен механизъм II.
След като през 2010 г. избухва гръцката финансова криза, която предизвика настроения срещу разширяването на еврозоната, и като се оказа, че бюджетният дефицит на България за 2009 г. надхвърля прага от 3%, българското правителство отлага за неопределено бъдеще влизането на страната в еврозоната.
В края на 2013 г. правителството повдига отново темата за членството на България в еврозоната. Според изявления на финансовия министър се предполага да бъде взето решение най-рано през 2015 г. в зависимост от макроикономическите показатели.
В последния ден на българското европредседателство през 2018 г. България подава молба за влизане във валутния механизъм ERM 2 и в Банковия съюз. Едновременно с това страната поема редица ангажименти, включително промени в Закона за БНБ, Закона за мерките срещу изпиране на пари, Кодекса за застраховане, Търговския закон, управлението на държавните предприятия, като по този начин се открива пътя за присъединяването към еврозоната
На 10 юли 2020 г. в комюнике на Европейската централна банка се съобщава, че българският лев е приет във валутния механизъм ERM 2 – така наречената „чакалня за еврозоната“.
На 30 юни 2021 г. служебното правителство одобрява Национален план за въвеждане на еврото в Република България от 1 януари 2024 г. Оттогава до февруари 2023 г. всички правителства поддържат целева дата за влизане в еврозоната 1 януари 2024 г.
На 17 февруари 2023 г. служебният финансов министър обявява, че приемането на еврото се отлага за 1 януари 2025 г., като причините са високата инфлация и несъвместимостта на българското законодателство с правилата на ЕЦБ.
На 25 февруари 2025 г. управителят на БНБ и финансовият министър изпращат съвместно писмо с искане за изготвяне на извънредни конвергентни доклади до президента на Европейската централна банка Кристин Лагард и до председателя на Европейската комисия Урсула фон дер Лайен.
На 4 юни 2025 г. са публикувани докладите на двете институции, които потвърждават, че България е изпълнила маастрихтските критерии и може да се присъедини към Еврозоната от 1 януари 2026 г.
Според икономическите анализи, с приемането на европейската валута, България ще спести разходите по трансакции на домакинствата и фирмите, ще премахне валутния риск, ще намали номиналните лихвени проценти, ще осигури по-голяма гъвкавост на фискалната политика и допълнително ще се стимулира търговията със страните членки на паричния съюз. Съществуват обаче опасения, че преминаването към еврото ще доведе до общо повишение на цените, което теоретически се отхвърля от някои икономисти.

#### Румъния
За разлика от България Румъния запазва независимостта на своята валута по време на икономическите кризи през 1990-те години и там не действа режим на валутен съвет. Затова покриването на критериите за приемане на страната в Европейския паричен съвет ще отнеме повече време и страната се очаква да се присъедини към еврозоната на 1 януари 2029 г.

### Останалите страни
Еврото се използва като официална валута и в Монако, Сан Марино и Ватикана, въпреки че тези страни не са членове на Европейския съюз. Преди въвеждането на европейската валута тези държави са използвали френския франк или италианската лира, но след тяхното изчезване те приемат еврото като национална валута. Трите страни са лицензирани от Европейската централна банка да емитират евромонети със собствен дизайн и в ограничен тираж. (Този тираж е толкова ограничен, че в случая на Ватикана монетите имат по-скоро нумизматична стойност, отколкото реална употреба.)
Акротири и Декелия, Андора, Косово и Черна гора, които са страни извън Европейския съюз, използват еврото като основно разплащателно средство без споразумение с ЕС.
Босненската марка, първоначално обвързана с германската марка, има фиксиран курс към еврото от 1 EUR = 1,95583 BAM.

### Евро и щатски долар
След въвеждането на еврото курсът му спрямо щатския долар се променя многократно. На 1 януари 1999 г. едно евро се разменя за 1,18 USD, но още от въвеждането на еврото цената му започва да спада. Някои евро-скептици виждат в този спад знак за провал на общата европейска валута и го приемат като доказателство за погрешната парична политика на Европейския съюз. На 26 октомври 2000 г. цената на еврото достига най-ниската си стойност и се разменя за 0,8252 USD. След тази дата курсът на еврото започва да се повишава, което е прието като признак на възстановяване. В началото на 2001 г. достига до цена 0,96 USD. След няколко колебания курсът на еврото започва възход спрямо щатския долар и на 15 юли 2002 г. 1 евро се разменя за 1 щатски долар. На 23 май 2003 г. европейската валута преминава стойността си от въвеждането ѝ. Най-високата стойност на еврото спрямо щатския долар е регистрирана на 15 юли 2008 г., когато едно евро се разменя за 1,5990 USD. В края на 2008 г. се наблюдава рязък спад в стойността на европейската валута заради икономическата криза, но то възстановява стойностите си спрямо щатския долар през октомври 2009. В началото на 2010 г., поради икономическата криза в Гърция, еврото губи от стойността си и се разменя за около 1,20 USD.
Трайното повишаване на цената на еврото започва скоро след появата на евробанкноти и монети на пазара. Ниският курс на еврото в периода между 1999 и 2002 г. се дължи на недоверието в парична единица, която не съществува в „реална“ форма, и на страха, че проектът за обща валута може да се провали, още преди да се е появил. Друг фактор за спада на еврото в този период е фактът, че много централни банки продават голяма част от резервите си в европейски национални валути, след като са фиксирани курсовете между тях, тъй като тези валути стават взаимно зависими и при поевтиняване на едната другите губят стойността си автоматично.